# Lorraine-Dietrich Type EX
Der Lorraine-Dietrich Type EX ist ein Rennwagen von 1906. Hersteller war Lorraine-Dietrich in Frankreich.

## Beschreibung
Vorausgegangen war der De Dietrich Type DX des Vorgängerunternehmens Société de Dietrich et Cie de Lunéville. 1907 folgte der Type FX.
Der Motor entstand nach einer Lizenz von Turcat-Méry. Er ist ein Vierzylinder-Reihenmotor. Erstmals bei Lorraine-Dietrich ist er als T-Kopf-Motor ausgeführt. Jeweils zwei Zylinder sind paarweise zusammengegossen. 190 mm Bohrung und 160 mm Hub ergeben 18.145 cm³ Hubraum. Der Motor war damals in Frankreich steuerlich mit 120 CV eingestuft.
Der Motor ist vorn längs im Fahrgestell eingebaut. Er treibt über ein Vierganggetriebe und Ketten die Hinterräder an. Die Bremse wirkt zeittypisch nur auf die Hinterachse.
Das Fahrgestell hat 2708 mm Radstand und 1370 mm Spurweite. Die offene Karosserie bietet Platz für zwei Personen.

## Renneinsätze
Lorraine-Dietrich setzte die Fahrzeuge nur 1906 bei Autorennen ein. Arthur Duray, Henri Rougier und Fernand Gabriel nahmen am 26. und 27. Juni 1907 am Großen Preis von Frankreich 1906 teil. Dieselben Fahrer plus Marc Sorel erreichten am 13. August 1906 beim Circuit des Ardennes die Plätze 1, 3, 5 und 7. Rougier startete am 16. September 1906 beim Bergrennen am Mont Ventoux. Duray holte am 6. Oktober 1906 den dritten Platz beim Vanderbilt Cup.
Am 23. Juli 1911 nahm Duray am Grand Prix de France de l’Aco teil.